# Mistress Branican
Mistress Branican (franska: Mistress Branican) är en roman från 1891 av den franske författaren Jules Verne. Den utkom på svenska 1892.

## Handling
Efter att hennes make John har gett sig iväg till sjöss och hon förlorar sitt enda barn, Wat, tappar Dolly Branican, bosatt i San Diego, förståndet. Väl återställd, fyra år senare, får hon reda på att hennes makes skepp gått förlorat ute till havs. Då hon under sjukdomstillståndet blivit arvinge till en ansenlig förmögenhet har hon pengar nog att finansiera sökandet efter skeppet, Franklin, eftersom hon vägrar att tro att hennes make är död. 
Först flera år senare finner man första ledtråden till Franklins öde, i Australien. Dolly ger sig genast av dit, och finner ytterligare ledtrådar som tyder på att John kan vara vid liv, i en avlägsen del av nordvästra Australien. 